# الثعلب والعنب (فلم)
الثعلب والعنب  فيلم كوميدي مصري للمخرج محمد عبد العزيز عام 1984 كتب القصة والسيناريو والحوار السيناريست وحيد حامد. الفيلم من بطولة فؤاد المهندس، يونس شلبي، آثار الحكيم، نبيلة السيد، حسن مصطفى، وتدور الأحداث حول محسن الشاب حديث التخرج الذي يتطلع للحصول على الوظيفة المناسبة ليتمم زواجه من حبيبته ولكن يبدو أن الأمور لا تسير لصالحه دائما.
صدر الفيلم إلى دور العرض المصرية في 14 مايو 1984.
منح موقع قاعدة بيانات الأفلام على الإنترنت (IMDB) الفيلم درجة 3.9/ 10.
منح موقع قاعدة بيانات الأفلام العربية "السينما.كوم" الفيلم درجة 5.3/ 10.

## طاقم التمثيل
فؤاد المهندس: في دور أبو العلا شاهين (الوزير)
يونس شلبي: في دور محسن العصافيري
آثار الحكيم: في دور نجوى عبد الحميد
نبيلة السيد: في دور عايدة (شقيقة محسن)
حسن مصطفى: في دور عزت (سائق الوزير)
نادية عزت: في دور إلهام (زوجة الوزير)
علي الشريف: في دور العسكري/ الحرامي
نظيم شعراوي: في دور فؤاد الهمشري (المحامي)
أحمد راتب: في دور صاحب شركة الاعلانات
أحمد لوكسر: في دور مدير التحرير مجلة الصفعة
سيد زيان: في دور المجرم المعروف سيد فواسك
محمد شوقي: في دور مدير شركة السياحة
أمين عنتر: في دور الأستاذ بلبع (مدير مصلحة حكومية)
أحمد أبو عبية: في دور الاستاذ عبد المعطي (مدير الأرشيف)
إبراهيم قدري: في دور وكيل المحامي
أحمد نبيل: في دور موظف الأرشيف
أميمه سليم: في دور الفنانة أميرة قمر
حسين الشريف: في دور مندوب الدعاية
سامي عطايا: في دور مدير التلفزيون
علية علي: في دور أم نجوى
شكري منصور: في دور القاضي
سميحة محمد: في دور زنوبة
صباح محمود: في دور أمينة
مطاوع عويس: في دور القهوجي
رأفت راجي: في دور عبد الرازق أفندي
رشوان مصطفى: في دور ضابط أمن الدولة
أحمد العضل: في دور فراش المصلحة الحكومية
حللي محمد: في دور حسنين (سائق الوزير الجديد)
نصر سيف: في دور رجل من عصابة سيد فواسك
بالاشتراك مع: يحيى الجوكي – عمران بحر – عبد الحميد أنيس – ثريا عز الدين – سمير رستم – حسين عرفان – حسين عبد المنعم – عبد الرازق فوزي – محمد أبو حشيش 

## أحداث الفيلم
يتخرج محسن العصافيري (يونس شلبي) في كلية الحقوق، وهو يقيم مع شقيقته عايدة (نبيلة السيد) وزوجها عزت (حسن مصطفى) الذي يعمل سائقا للوزير أبو العلا شاهين (فؤاد المهندس). تنتظر زميلته وحبيبته نجوى عبد الحميد (آثار الحكيم) أن يجد محسن العمل المناسب حتى يتسنى لهما الزواج. كان السائق عزت فألا حسنا على سيادة الوزير الذي صعد السلم الوظيفي بسرعة الصاروخ، منذ إلتحاق عزت بالعمل معه، حتى أصبح وزيرا، لذلك كان متمسكا به، ويلبى له كل طلباته. يطلب عزت من الوزير تعيين محسن بالوزارة، ولعدم وجود وظائف خالية، لا يستطع الوزير ان يحقق لعزت طلبه. تقرأ نجوى إعلان بالصحف عن الحاجة لمذيعين بالتليفزيون، وتسارع بتقديم أوراقها، وكذلك محسن. ينجح محسن في الاختبار، بعد محادثة الوزير مع مدير التليفزيون (سامي عطايا)، بينما تخفق نجوى، وتجد وظيفة بشركة سياحية، ولكن المدير (محمد شوقي) يطلب منها أعمالا منافية للعرف والتقاليد، فتترك الشركة. يصل نجوى خطاب التعيين من القوى العاملة، ليتم تعيينها في أحد المصالح الحكومية، لتعمل محققة في الشئون القانونية ولكن المدير الأستاذ بلبع (أمين عنتر)، لا يجد ملابسها مناسبة فيحيلها للتمرين واكتساب الخبرة لمدة 20 عاما في الارشيف، لدى الاستاذ عبد المعطي (أحمد أبو عبية). ترفض نجوى العمل الحكومي وتجد فرصة بأحد الفنادق الكبرى، بعيدا عن مؤهلها الدراسى، وتنجح في عملها الجديد، بينما يعمل محسن في تقديم نشرة الأخبار، ولكنه يفسد الأمور، ويذيع أن الوزير أبو العلا شاهين، قد أقيل من الوزارة، بينما هذا لم يحدث، وأصبح أضحوكة المشاهدين، وتحدثت الصحف عن فشله، وأستغل الفرصة صاحب أحد شركات الاعلانات (أحمد راتب)، مستغلا شغف المشاهدين لرؤية محسن، وألحقه بالعمل في شركته، ممثلا للإعلانات، وبدأ بمشروب مياه غازية، أصاب المستهلكين بالإسهال، ويترك محسن العمل ويضطر الوزير لإلحاقه بالعمل بمكتب المحامي فؤاد الهمشري (نظيم شعراوي)، الذي كان بصدد قضية نزاع على قطعة أرض كبيرة، قيمتها مليون جنيه، وكان الخصم فيها المجرم المعروف سيد فواسك (سيد زيان)، والذى هدد المحامي بالقتل، لو حضر الجلسة، فخاف المحامي، وأرسل محسن بدلا منه لحضور الجلسة فقام المجرم فواسك بإرسال رجاله لخطف محسن، حتى لا يحضر الجلسة، ويكسب فواسك القضية. بعد الإفراج عن فواسك يذهب محسن لمكتب المحامي، ويخبر الموكل صاحب القضية، بعزوف المحامي عن الذهاب للمحكمة، ويقوم الموكل بضرب الهمشري، وتكون النتيجة فصل محسن. ويقوم معالي الوزير بطرد عزت سائقه من العمل أيضا، ويعين سائقا جديدا (حللي محمد)، وتبدأ المصائب تتوالى على معالي الوزير، حتى أن رئيس الجمهورية يستدعيه مساءا، على غير العادة. يخشى الوزير من العواقب، فيستدعي عزت على عجل ويعتذر له، ويقوم الرئيس بتكليف الوزير بمهام أكبر، ولكي يكافأ عزت، يلحق محسن بالعمل في مجلة الصفعة، حيث يكلفه مدير التحرير (أحمد لوكسر) بعمل حديث مع الفنانة أميرة قمر (أميمه سليم)، وبيان حادث الاختطاف الذي تعرضت له، حسب ادعاءها، ويكتشف محسن سطحية الفنانه، وأن رسالة التهديد التي وصلتها كانت من طفل. يكلف رئيس التحرير محسن بدخول السجن، لعمل مواضيع عن المساجين، ويحاول محسن سرقة أحد الأكشاك ليلا، حتى يقبض عليه ويسجن، ولكنه يكتشف أن عسكري الدورية (علي الشريف) يساعده، من أجل أن يتقاسم معه الغنيمة، فيقوم محسن بالقبض على العسكري، الذي يتضح انه اللص متنكرا في ملابس عسكري. يكتشف محسن أن عمله كصحفي به كذب ونفاق، فيترك المجلة، وتساعده نجوى على الإلتحاق بالعمل معها في الفندق، بعيدا عن وساطة الوزير، وينجح محسن بالعمل.

## وصلات خارجية
- مقالات تستعمل روابط فنية بلا صلة مع ويكي بيانات
- الثعلب والعنب على موقع الدهليز
- الثعلب والعنب على موقع كاروهات